# Casanova's Big Night
Casanova's Big Night is een Amerikaanse filmkomedie uit 1954 onder regie van Norman Z. McLeod. Destijds werd de film in Nederland uitgebracht onder de titel Casanova's nacht van avontuur.

## Verhaal
De kleermaker Pippo Popolino verkleedt zich als Casanova en maakt vrouwen het hof. Een Genuese hertogin huurt hem in om de trouw van haar aanstaande schoondochter te testen. De boosaardige doge van Venetië krijgt lucht van het bedrog.

## Rolverdeling
| Acteur          | Personage                |
| --------------- | ------------------------ |
| Bob Hope        | Pippo Popolino           |
| Joan Fontaine   | Francesca Bruni          |
| Audrey Dalton   | Elena Di Gambetta        |
| Basil Rathbone  | Lucio / Verteller        |
| Hugh Marlowe    | Stefano Di Gambetta      |
| Arnold Moss     | Doge                     |
| John Carradine  | Foressi                  |
| John Hoyt       | Maggiorin                |
| Hope Emerson    | Hertogin van Castelbello |
| Robert Hutton   | Hertog van Castelbello   |
| Lon Chaney jr.  | Emo                      |
| Raymond Burr    | Bragadin                 |
| Frieda Inescort | Mevrouw Di Gambetta      |
| Primo Carnera   | Corfa                    |
| Frank Puglia    | Carabaccio               |